# Foursquare
Foursquare је друштвена мрежа за мобилне уређаје као што су паметни телефони, теблети и сл. која омогућава корисницима да са својим пријатељима из мреже поделе своју локацију. Корисници могу да чекирају своју локацију (енг. "check in") путем мобилног веб сајта, текстуалне поруке или апликације доступне за мобилне уређаје. Локација корисника се узима на основу GPS пријемника који се налази у самом мобилном уређају или на основу мреже на коју је конектован корисник. Мапа се базира на "OpenStreetMap" пројекту. Свако чекирање локације награђује корисника са поенима и значкама. Корисник који се највише чекира на неком одређеном месту постаје "градоначелник" (енг. "mayor") тог места и корисници се редовно боре за ту позицију.
Сервис је направљен крајем 2008. године, а пуштен у рад 2009. Оснивачи су Денис Краули и Naveen Selvadurai. Пре тога Dennis је радио на сличном пројекту званом "Dodgeball" као тему за матурски рад. Google je 2005. године купио "Dodgeball", а 2009. га и заменио са својим сервисом "Google Latitude".
У априлу 2012. године, компанија је пријавила 20 милиона регистрованих корисника. У просеку се одради 3 милиона чекирања на дан. Статистички и мушки и женски корисници једнако користе сервис, а такође се 50 процената корисника налази ван Сједињених Америчких Држава. Подршка за француски, италијански, немачки, шпански и јапански је додата у фебруару 2011. Подршка за индонежански, корејски, португалски, руски и тајвански је додата у септембру 2011. Подршка за турски је додата у јуну 2012. године.

## Карактеристике
Foursquare је веб и мобилна апликација која омогућава корисницима да деле своју локацију на разнима местима и деле је са пријатељима из апликације. Од априла 2012. било је више од 2 милијарде чекирања на Foursquare-у. Корисници се охрабрују да буду што прецизнији са чекирањем своје локације, па тако корисник може да се чекира чак и на одређеном спрату неке зграде или да укаже на активност коју ту ради. Корисници могу да изаберу да своје чекирање поделе и на другим друштвеним мрежама, као што су Facebook и Twitter. Истраживање из 2011. о масовном отпраћивању корисника са Twitter-а је отркило да су "испитаници изрализи велику ненаклоност ка аутоматски генерисаним садржајем из Foursquare апликације". Од верзије 1.3 за iPhone, у апликацији су омогућене "push" нотификације које обавештавају корисника моментално о чекирању његових пријатеља са мреже. Корисници такође могу да зараде значке за чекирање на одређеним меситма која припадају одређеној категорији, за учестало чекирање или за друге сличне ствари као што су време чекирања.
Корисници могу да праве листе места за приватну и јавну употребу и да додају коментаре на местима тако да остали корисници могу да их виде. Ти коментари помажу другим корисницима да сазнају нешто више о одређеном месту.
Страница са историјом чекирања омогућава корисницима да виде листу својих претходних чекирања која могу бити груписана по месецу или години. Такође је корисницима омогућено претраживање својих чекирања по категоријама или по томе са ким су били тада на одређеном месту.

### Градоначелник места (енг. "mayorship")
Ако се корисник чекирао на једном месту више од свих других корисника у последњих 60 дана, биће им додељена титула градоначелника за то место. Корисник који нема профилну слику не може да добије ову титулу. Неко други може да презуме титулу градоначелника ако се чекира више пута него тренутни градоначелник одређеног места. Тешко је добити титулу на местима на којима се чекира пуно корисника. Да би неко остао градоначелник мора и даље да настави да се чекира да би остао на тој позицији.
Дана 26. августа 2010. Forsquare је увео нову карактеристику која обавештава корисника колико је још дана остало док не постане градоначелник неког места. Када се корисник чекира на одређеном месту преко мобилне апликације и ако му треба 10 или мање чекирања да би добио титулу, апликација ће га о томе обавестити.

### Значке
Значке се зарађују чекирањем на разна места. Када корисник добије значку, она ће остати на његовом профилу заувек. Постоји доста уводних значки које се добијају како корисник напредује са коришћењем апликације.
Неке значке су везане за категорије места, друге за одређени град, место, догађај или датум. Постоје значке које користе исте иконице за распознавање, али се добијају на другачији начин. Не постоји званична листа значки доступна од стране компаније.
Дана 23. септембра 2010. компанија је најавила да ће корисници моћи да добијају значке испуњавањем одређених задатака као и самим чекирањем. 22. октобра 2010. астронаут Douglas H. Wheelock је откључао значку "NASA Explorer badge" чекирањем на Међународној свемирској станици.

### Бодовање
Сваки пут кад се корисник чекира на неком месту он добија одређени број поена. Постоји преко сто разлога због чега се корисник награђује поенима, неки од најчешћих су набројани испод:
- Чекирање на новој локацији - 3 поена
- Добијање титуле ”градоначелник” - 5 поена
- Чекирање на месту као ”градоначелник” - 3 поена
- Први од пријатеља на новом месту - 3 поена
- Чекирање на месту где сте већ били - 1 поен
- Чекирање у новој категорији места први пут - 4 поена

Корисници могу да провере свој положај у односу на своје пријатеље на ранг листи у апликацији.

### Статус супер корисника (енг. "superuser status")
Овај статус се додељује корисницима које изабере особље компаније ради доприноса Foursquare заједници. Постоје три нивоа супер корисника:
- Супер корисник нивоа 1 - може да ажурира места (име, адреса, телефон...), да означи место отворено или затворено, да захтева спајање или брисање места, уређује тагове и додаје категорије.
- Супер корисник нивоа 2 - исто што и ниво 1 са додатком спајања или брисања места, додавања веб адресе, координата као и право на приступ листи захтева ѕа ажурирање на нивоу земље.
- Супер корисник нивоа 3 - исто што и претходни нивои са додатком креирања или брисања псеудонима места и право на приступ листи захтева за ажурирање на нивоу света.

### Брендови
Компанијама је омогућено да праве своје странице са саветима и предлозима које корисници могу да прате и добију специјалне и стручне савете од компаније кад се чекирају на одређеним локацијама. Неке компаније додељују значке кад се достигне одређен број чекирања. На страницама компанија се углавном налазе контакт линкови и линкови ка њиховим страницама на другим друштвеним мрежама, као и листа прелога и савета коју прави компанија.
Дана 25. јула 2012. изашла је нова верзија апликације која је донела значајна побољшања у вези компанија - потрошач. Компаније су сад могле да шаљу поруке корисницима о специјалним понудама или доступним производима.

### Специјалне понуде
Ова опција подстиче кориснике да се чекирају на својим омиљеним местима и тако добију специјалну понуду, попуст на одређени производ или неку награду. Преко 750.000 пословања користи специјалне понуде. Ова опција постоји како би се привукли нови потрошачи, а и стари да посете место фирме која даје специјалну понуду. Нека пословања стављају и Foursquare знак на врата или прозор којим обавештавају кориснике о специјалним понудама. 
Специјалне понуде могу да укључују било шта од бесплатног пива па до мањег рачуна. Неки корисници користе сервис само због тога.

## Раст
Foursquare је покренут 2009. године са ограниченом доступношћу. Тек од јануара 2010. сервис је дозвољавао чекирање са било које локације на свету.
21. фебурара 2011. достигнут је број од 7 милиона корисника. 8. августа 2011. председник САД Барак Обама се појавио на Foursquare-у са циљем да особље Беле куће дели савете о местима које је председник посетио.

### Уређаји
Мобилна апликација тренутно постоји за iOS, Symbian, Series 40, MeeGo, Android, WebOS, Windows Phone, Bada и BlackBerry, а од скоро и за PlayStation Vita и Windows 8 уређаје. Maemo апликације је у раној фази развоја и није приказана на званичном сајту компаније. Корисници са Symbian и старијим Windows телефонима могу да користе Foursquare преко апликације Waze која је такође доступна и за iPhone, Android и Blackberry телефоне. За разлику од званичне апликације, ова не може да покупи локацију путем мобилних мрежа већ само преко GPS пријемника. Корисници такође могу да приступе Foursquare сервису и преко мобилних претраживача.

### Редизајн
7. јуна 2012. Foursquare је избацио велики редизајн апликације који је окарактерисао као ”Скоз нова апликација”. Поред скроз новог изгледа апликације корисници су сад могли да изврше специфичне претраге као ”бесплатан интернет” или ”кафа”.
5. новембра 2012. најављено је ажурирање за iOS уређаје које је приказивало ранг листу места на скали од 1 до 10. Рангирање се врши на основу коментара корисника, претходних чекирања и сл.
Ово ажурирање је помогло компанији да буде у кораку са другим компанијама овог типа као што је Yelp.
7. новембра 2012. најављено је ажурирање за iOS уређаје које је омогућавало корисницима чекирање са корисницима друштвене мреже Facebook који не користе Foursquare.
21. новембра 2012. најављено је ажурирање за iOS urеђаје које је омогућавало корисницима да открију недавно отворена места у њиховој близини.

### Swarm
У мају 2014. компанија Foursquare је представила нову апликацију Swarm. Тим компаније је рекао да ”циљ апликације Foursquare није да буде једно велико дугме за чекирање”, већ да апликација буде алат за откривање места која би се свидела кориснику и дељење са пријатељима. Зато апликација Swarm није фокусирана на чекирање локације већ, уколико је опција укључена, дели само приближну локацију, односно крај у коме се корисник налази, док је увек могуће чекирање са тачном локацијом.
Да би се користио Swarm није потребан нови налог уколико имате Foursquare налог. Само је потребно улоговати се са тим подацима. Сви пријатељи са Foursquare-а и сви подаци о кориснику се аутоматски пребацују и у Swarm. Ако се уради чекирање локације у Swarm-у, то се аутоматски дели и у Foursquare-у и обрнуто док се приближна локација приказује само пријатељима који користе Swarm.
Када се отвори апликација на екрану се могу видети prijateљи који су у близини. Да би се видело где су или коментарисало потребно је само додирнути њихову слику. 

#### Swarm налепнице
Слично као Foursquare значке, налепнице се добијају за одређена чекирања, само за разлику од њих, овде корисник има много већу контролу. Налепнице се приказују уз слику корисника кад одради чекирање. Корисник може, а и не мора да их прикаже. Такође добијену налепницу може да замени са неком од већ добијених. Уколико корисник не откључа ниједну налепницу са новим чекирањем, и даље може да прикаже старе.

## Финансирање
Foursquare је углавном финансиран од стране следећих компанија:
- Union Square Ventures
- Andreessen Horowitz
- O'Reilly AlphaTech Ventures
- Spark Capital